# Mamablog
Een mamablog is een weblog waarop een of meerdere schrijvers (bloggers genaamd) berichten plaatst. Dikwijls gaat een mamablog over het gezinsleven en lijkt de blog enigszins op een dagboek, aangevuld met beeldmateriaal. Vaak schaart zich achter een mamablog een actieve gebruikersgroep om met elkaar diverse tips en adviezen uit te wisselen. Vooral op Instagram en YouTube worden mamablogs gemaakt. Vaak zijn de volgers zelf ook actief op deze socialemediakanalen.
Onder de verschillende mamablogs zijn er uiteenlopende thema's en is er onderscheid te maken in diverse leeftijdscategorieën. Een populaire groep zijn (toekomstige) moeders die in aanloop naar de geboorte beginnen te bloggen of vloggen.

## Papablog
Naast mamablogs zijn ook steeds vaker papablogs te vinden. Het idee is hetzelfde als een mamablog, echter vanuit het perspectief van de vader. Steeds meer bedrijven gebruiken deze groep bloggers voor reclame en marketingdoeleinden.